# Kamionka (powiat moniecki)
Kamionka – wieś w Polsce położona w województwie podlaskim, w powiecie monieckim, w gminie Jasionówka.
Według Powszechnego Spisu Ludności z 1921 roku wieś zamieszkiwało 386 osób, wśród których 373 było wyznania rzymskokatolickiegi, 7 prawosławnego a 6 mojżeszowego. Jednocześnie 378 mieszkańców zadeklarowało polską przynależność narodową a 8 białoruską. We wsi było 66 budynków mieszkalnych.
W latach 1954–1959 wieś należała i była siedzibą władz gromady Kamionka, po jej zniesieniu w gromadzie Jasionówka. W latach 1975–1998 miejscowość należała administracyjnie do województwa białostockiego.
Wierni kościoła rzymskokatolickiego należą do parafii Świętej Trójcy w Jasionówce.